# خوسيه هرنانديز (لاعب كرة قاعدة)
خوسيه هرنانديز (بالإنجليزية: José Hernández)‏ هو لاعب كرة قاعدة أمريكي، ولد في 14 يوليو 1969 في ريو بيدراس ‏ في بورتوريكو.

## وصلات خارجية
- خوسيه هرنانديز على موقع دوري كرة القاعدة الرئيسي (الإنجليزية)
- خوسيه هرنانديز على موقعبيزبول رفرنس.كوم (الدوري الرئيسي) (الإنجليزية)
- خوسيه هرنانديز على موقعبيزبول رفرنس.كوم (الدوري الثانوي) (الإنجليزية)
- خوسيه هرنانديز على موقع إي إس بي إن.كوم (أم.أل.بي) (الإنجليزية)
- خوسيه هرنانديز على موقع مشجعي الرسوم البيانية (الإنجليزية)